# Энгельгардт, Михаил Александрович
Миха́ил Алекса́ндрович Энгельга́рдт (14 (26) января 1861 — 20 июля 1915) — русский писатель, литературный критик, публицист, переводчик, социолог. Сын А. Н. Энгельгардта, брат Н. А. Энгельгардта и отец Б. М. Энгельгардта.

## Биография
Учился в Санкт-Петербургском университете. В 1881 году за участие революционном движении был арестован и в 1882 сослан в имение отца Батищево Смоленской губернии. В годы ссылки состоял в переписке с Л. Н. Толстым. Знаменитое письмо Толстого «О насилии (о непротивлении злу злом)» было адресовано М. А. Энгельгардту, но не было отправлено. В 1888 году М. А. Энгельгардту разрешено вернуться в Петербург, но до 1893 года он находился под негласным надзором.
Состоял постоянным сотрудником «Новостей» и других изданий, секретарём редакции «Хозяина». Отдельно изданы им биографии Кювье, Дарвина, Гумбольдта, Гарвея, Лайелля, Коперника, Пастера, Лавуазье, Пржевальского в «Биографической Библиотеке» Павленкова; «Письма о земледелии» (Санкт-Петербург, 1899); «Вечный мир и разоружение»; «Прогресс как эволюция жестокости» (Санкт-Петербург, 1899); «Леса и климат» (Санкт-Петербург, 1902), а также переводы из Дж. Локка, Р. Киплинга, О. Фореля, Ф. Т. Маринетти, Г. Флобера.

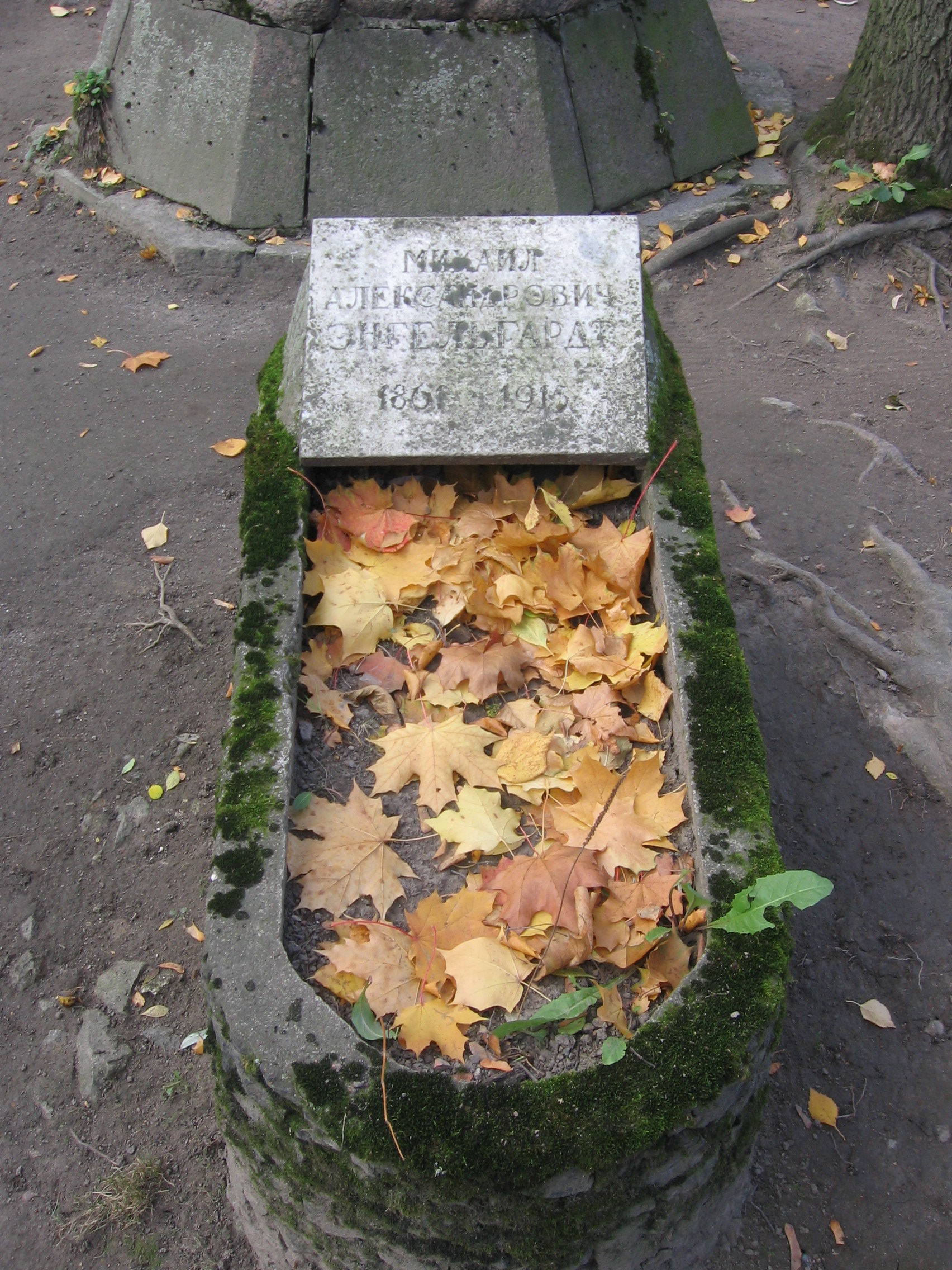
Надгробие М. А. Энгельгардта на Литераторских мостках

В книге «Прогресс как эволюция жестокости» Энгельгардт доказывает, что история человечества от каменного века до XV–XVI столетия нашей эры развивалась под влиянием грубой, зоологической борьбы за существование, выражавшейся в таких явлениях, как войны, рабство, деспотические общественные организации, и представляет собой эволюцию всех форм жестокости, обнаруживая нравственный регресс (с точки зрения современной морали). Кульминационным пунктом этого процесса является (приблизительно) XVI век, когда, по его мнению, происходит перелом и начинается движение в противоположном смысле, то есть в смысле осуществления справедливых отношений между людьми.
Энгельгардт уделяет большое внимание эволюции морали. Он указывает, что мораль включает в себя два элемента: интеллектуальный и эмоциональный. Первый из них — это сфера этических теорий, систем, вероучений, а второй, эмоциональный элемент является реальной силой, определяющей частные и групповые интересы и мотивирующей действия. И если в сфере моральных теорий наблюдается прогресс, то в эмоциональной сфере Энгельгардт наблюдает регресс, поскольку здесь «прогрессируют» насилие и жестокость.
В начале 1900-х годов М. А. Энгельгардт сотрудничает в эсеровской периодической печати, сближается с эсерами-максималистами и публикует ряд статей и брошюр с обоснованием возможности социалистической революции. В программной работе («Задачи момента», 1906) он утверждает, что в России сложились как объективные (экономические и теоретические), так и субъективные (энтузиазм масс) предпосылки для великого социального переворота.
Хотя М. А. Энгельгардт не принимал участия в практической деятельности максималистов, но за сотрудничество в партийной печати он в 1906 году был привлечён к суду и был вынужден скрываться в Финляндии. Осенью 1913 года ему было разрешено вернуться в Петербург, где он скончался 20 июля 1915 года.

## Переводы
Некоторые из переводов Энгельгардта:
- Джером Клапка Джером — «Дневник паломника» (1891)
- Джером Клапка Джером — «Трое в одной лодке (кроме собаки)» (1889)
- Чарльз Диккенс — «Крошка Доррит» (1857)
- Артур Конан Дойль — «Письма Старка Монро» (1895)
- Марк Твен — «Похождения Тома Сойера» (1876)
- Эдгард По — «Свидание»
- Эдгард По — «Берениса»
- Эдгард По — «Падение дома Ашеров»
- Эдгард По — «Убийство на улице Морг»
- Эдгард По — «Овальный портрет»
- Эдгард По — «Дача Лендора»
- Эдгард По — «Месмерические откровения»
- Эдгард По — «В смерти — жизнь»